# Formvirke
Formvirke är virke som används till gjutformar, bland annat för betong som kan vara trappor, pelare, eller olika fundament. Eftersom formvirket till en del enklare formar kasseras efter gjutningen är kvalitetskraven låga på detta virke, en del grövre plank och reglar spikrensas för att återanvändas. Formvirke kan även vara formplywood som återanvänds ett flertal tillfällen, formplywood har en ytbehandling för att släppa från betongen efter dess härdande.